# Sageretia
Genre
Classification phylogénétique
Sageretia est un genre de plantes à fleurs appartenant à la famille des Rhamnaceae et composé de 35 espèces d'arbustes ou de petits arbres natifs du sud-est asiatique et du nord-est de l'Afrique. Ils ont de petites feuilles vertes de 1,5 à 4 cm de long et un tronc exfolié gris et marron. Les fleurs sont petites et insignifiantes ; le fruit est une petite drupe comestible de 1 cm de diamètre.
Le genre tient son nom du botaniste français Auguste Sageret.

## Les espèces
- Sageretia brandrethiana
- Sageretia camellifolia
- Sageretia filiformis
- Sageretia gracilis
- Sageretia hamosa
- Sageretia henryi
- Sageretia horrida
- Sageretia laxiflora
- Sageretia lucida
- Sageretia melliana
- Sageretia minutiflora (Michx.) C.Mohr
- Sageretia omeiensis
- Sageretia paucicostata
- Sageretia pycnophylla
- Sageretia randaiensis
- Sageretia rugosa
- Sageretia subcaudata
- Sageretia thea (Osbeck) M.C.Johnston
- Sageretia theezans
- Sageretia wrightii S.Wats.

## Culture et utilisation
Les feuilles sont parfois utilisées comme substitut du thé en Chine. S. theezans, originaire du sud de la Chine, est une espèce populaire en bonsai. S. paucicostata, du nord de la Chine, est l'espèce ayant la meilleure tolérance au froid et est parfois cultivé dans les jardins européens ou Nord américains.